# Kalmar FF
El Kalmar FF (Kalmar Football Club) es un equipo de fútbol de Suecia de la ciudad de Kalmar. Fundado el 10 de enero de 1910, el club ha ganado en tres ocasiones la Copa de Suecia y en 2008 ganó por primera vez la Liga de Suecia.
Entre 1919 y 2010, los partidos como local del club se jugaron en el Fredriksskans IP. El actual estadio del club, el Guldfågeln Arena, estuvo listo para el estreno en casa de la Allsvenskan en abril de 2011.
Los rivales locales del Kalmar FF son el Kalmar AIK y el Östers IF.

## Jugadores

### Números retirados
- 8 -  Henrik Rydström, MED (1993–2013)
- 15 —  Johny Erlandsson, MED (1973–1988)

## Palmarés
- Allsvenskan: 1

2008
- Superettan: 2

2001, 2003
- Division 1 Södra: 1

1998
- Copa de Suecia: 3

1980/81, 1986/87, 2007
- Supercopa de Suecia: 1

2009

## Participación en competiciones de la UEFA

### UEFA Champions League
| Temporada | Ronda | Club      | Casa | Visita | Global  |
| --------- | ----- | --------- | ---- | ------ | ------- |
| 2009-10   | 2     | Debreceni | 3–1  | 0-2    | 3–3 (a) |

### UEFA Europa League
| Temporada | Ronda            | Club                    | Casa | Visita | Global  |
| --------- | ---------------- | ----------------------- | ---- | ------ | ------- |
| 1979-80   | 1                | Keflavik                | 2–1  | 0–1    | 2–2 (a) |
| 1986-87   | 1                | Bayer Leverkusen        | 1–4  | 0–3    | 1–7     |
| 2008-09   | Clasificatoria 1 | Racing Union Luxembourg | 7–1  | 3–0    | 10–1    |
| 2008-09   | Clasificatoria 2 | Gent                    | 4–0  | 1–2    | 5–2     |
| 2008-09   | 1                | Feyenoord               | 2–1  | 0–1    | 2–2 (a) |
| 2010-11   | Clasificatoria 1 | EB/Streymur             | 1–0  | 3–0    | 4–0     |
| 2010-11   | Clasificatoria 2 | Dacia                   | 0–0  | 2–0    | 2–0     |
| 2010-11   | Clasificatoria 3 | Levski Sofia            | 1–1  | 2-5    | 3-6     |

### UEFA Cup Winners' Cup
| Temporada | Ronda | Club            | Casa | Visita | Global  |
| --------- | ----- | --------------- | ---- | ------ | ------- |
| 1978-79   | 1     | Ferencváros     | 2–2  | 2–0    | 2–4     |
| 1981-82   | 1     | Lausanne Sport  | 3–2  | 2–1    | 4–4 (a) |
| 1987-88   | 1     | IA              | 1–0  | 0–0    | 1–0     |
| 1987-88   | 2     | Sporting Lisbon | 1–0  | 5–0    | 1–5     |

### UEFA Europa Conference League
| Temporada | Ronda             | Club   | Casa | Visita | Global |
| --------- | ----------------- | ------ | ---- | ------ | ------ |
| 2023–24   | 2° Clasificatoria | Pyunik | 1−2  | 1−2    | 2−4    |